# Torneig preolímpic de l'OFC
El Torneig preolímpic de l'OFC (en anglès: OFC Olympic Qualifying Tournament) és un torneig de futbol que té lloc cada quatre anys a Oceania. La selecció que guanya aquest torneig es classifica per als Jocs Olímpics d'estiu representant Oceania i l'OFC.

## Resultats
| Any          | Amfitrió               | Final        | Final              | Final        | Partit per tercer lloc | Partit per tercer lloc       | Partit per tercer lloc |
| Any          | Amfitrió               | Guanyador    | Marcador           | Segon        | Tercer                 | Marcador                     | Quart                  |
| ------------ | ---------------------- | ------------ | ------------------ | ------------ | ---------------------- | ---------------------------- | ---------------------- |
| 1992 Detalls | Fiji                   | Austràlia    |                    | Nova Zelanda | Fiji                   |                              | Papua Nova Guinea      |
| 1996 Detalls | Austràlia              | Austràlia    |                    | Nova Zelanda | Fiji                   |                              | Salomó                 |
| 1999 Detalls | Nova Zelanda           | Nova Zelanda | 4–1                | Salomó       | Fiji                   | 3–0                          | Papua Nova Guinea      |
| 2004 Detalls | Austràlia Nova Zelanda | Austràlia    | 2–0 1–1            | Nova Zelanda | Vanuatu                | (sistema de lliga amb final) | Fiji                   |
| 2008 Detalls | Fiji                   | Nova Zelanda | (sistema de lliga) | Salomó       | Fiji                   | (sistema de lliga)           | Papua Nova Guinea      |
| 2012 Detalls | Nova Zelanda           | Nova Zelanda | 1–0                | Fiji         | Vanuatu                | 1–0                          | Papua Nova Guinea      |
| 2016 Detalls |                        |              |                    |              |                        |                              |                        |